# Tuhobić
Tuhobić (en serbe cyrillique : Тухобић) est un village de Bosnie-Herzégovine. Il est situé dans la municipalité de Kalinovik et dans la république serbe de Bosnie. Selon les premiers résultats du recensement bosnien de 2013, il ne compte plus aucun habitant.

## Démographie

### Évolution historique de la population dans la localité
| 1948 | 1953 | 1961 | 1971 | 1981 | 1991 | 2013 |
| ---- | ---- | ---- | ---- | ---- | ---- | ---- |
| -    | -    | 232  | 209  | 77   | 31,  | 0    |

|  |

### Communauté locale
En 1991, la communauté locale de Tuhobić comptait 159 habitants, répartis de la manière suivante :